# Battaglia del convoglio Tarigo
La battaglia del Convoglio Tarigo fu combattuta il 16 aprile 1941 fra tre cacciatorpediniere della Regia Marina e quattro della Royal Navy durante la seconda guerra mondiale. La battaglia prese nome dall'unità italiana caposcorta, il cacciatorpediniere della Classe Navigatori, Luca Tarigo e si svolse presso le isole Kerkenna, in prossimità della costa tunisina prospiciente Sfax.

## Premessa
Il controllo del tratto di mare fra Italia e Libia fu pesantemente conteso fra le forze dell'Asse e gli Alleati, poiché entrambe le parti avevano necessità di salvaguardare i propri convogli e, nel contempo, impedire il transito a quelli nemici. I convogli dell'Asse verso il Nordafrica erano cruciali per rifornire e rinforzare gli eserciti italiano e tedesco e, d'altra parte, le forze di interdizione aeronavale alleate erano basate a Malta, la quale a sua volta dipendeva dai convogli per gli approvvigionamenti. Da questa situazione scaturì in pratica tutta la guerra navale nel Mediterraneo, perciò nota anche come "battaglia dei convogli".

## La storia
La sera del 13 aprile 1941 un convoglio formato da quattro trasporti truppe tedeschi (Adana, Arta, Aegina e Iserlhon) e dal mercantile italiano Sabaudia, carico di munizioni, salpò da Napoli diretto a Tripoli. Era scortato da un cacciatorpediniere Classe Navigatori, il Luca Tarigo (caposcorta), comandato dal capitano di fregata Pietro de Cristofaro, nato a Napoli il 1º settembre 1900, e da due cacciatorpediniere classe Folgore, il Baleno (capitano di corvetta Giuseppe Arnaud, nato a Torino il 14 maggio 1906) e il Lampo (capitano di corvetta Enrico Marano, nato a Cittaducale il 3 ottobre 1903). Supermarina aveva ricevuto rapporti sul rafforzamento della presenza navale inglese a Malta e aveva pianificato il viaggio e il supporto dell'aviazione in modo da superare il passaggio alla distanza minima dall'isola in orario diurno, quindi in condizioni più favorevoli per difendersi da eventuali attacchi dal mare o dall'aria. La prima parte della navigazione fu regolare e tranquilla ma, superate le isole Egadi, il maltempo imperversò sul convoglio, rendendone difficile il procedere in formazione, disperdendolo e ritardando quindi il procedere verso la destinazione. Inoltre la ricognizione aerea non ebbe modo di operare come previsto, al contrario di quella inglese che invece la mattina del 15 aprile avvistò il convoglio italiano e lo segnalò a Malta. Supermarina, intercettata la comunicazione inglese, richiese nuovamente l'intervento della nostra aviazione, la quale però continuò a essere bloccata dal maltempo.
Il convoglio Tarigo giunse quindi nella zona pericolosa verso la mezzanotte del 15 aprile. Privi della ricognizione aerea, gli italiani non si accorsero che da Malta erano intanto usciti quattro cacciatorpediniere della 14ª squadriglia (HMS Jervis - caposquadriglia, HMS Janus, HMS Nubian e HMS Mohawk) sotto il comando del capitano di corvetta Philip Mack. I caccia britannici, indirizzati dalla propria ricognizione aerea e con l'ausilio del radar, non ebbero difficoltà ad intercettare il lento convoglio italiano e a manovrare con calma per mettersi nelle condizioni più favorevoli per l'attacco.

### L'attacco
Alle ore 02:20 del 16 aprile la squadriglia inglese aprì il fuoco contro l'ignaro convoglio dalla distanza di soli 2000 metri, tra le boe nº1 e nº2 che delimitano le secche di Kerkennah. Lampo e Baleno furono colpiti per primi e, messi subito fuori combattimento, finirono arenati sulle secche. Il Sabaudia, colpito quasi contemporaneamente, esplose inabissandosi e poco dopo vennero colpiti e affondati anche gli altri mercantili. Solo l'Arta rimase quasi indenne e anzi tentò di speronare, senza riuscirvi, un caccia britannico, per poi andare ad arenarsi sulle secche (verrà poi affondato dal sommergibile Upholder il 26 aprile).
Il Tarigo, essendo in testa alla formazione, fu attaccato tra gli ultimi, ma immediatamente reagì, lanciandosi all'attacco delle unità nemiche. Bersagliato da breve distanza dalle bordate inglesi, fu presto ridotto ad un relitto in preda alle fiamme e agli scoppi, con buona parte dell'equipaggio morto o gravemente ferito. Nonostante le gravi ferite, il comandante De Cristofaro continuò fino alla fine a dirigere le operazioni di combattimento e di governo della nave, mentre alcuni siluristi, per quanto feriti, riuscirono ad armare con mezzi di fortuna (tutti i circuiti elettrici erano saltati) l'unico complesso lanciasiluri rimasto e a lanciarli, colpendo e affondando il Mohawk. Le altre unità britanniche si allontanarono rapidamente dal luogo dello scontro.

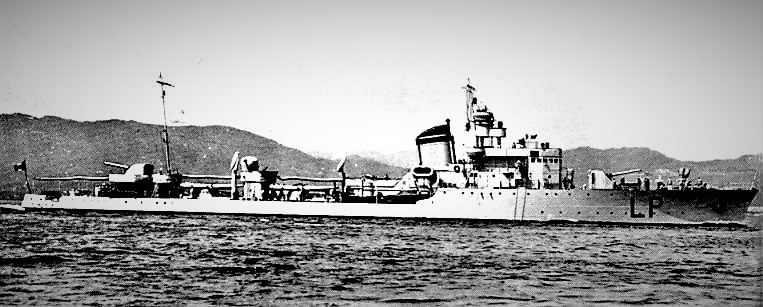
Il cacciatorpediniere Lampo, unico superstite del Convoglio Tarigo

### I soccorsi
Marilibia (il comando marittimo italiano in Libia) organizzò immediatamente una massiccia operazione di soccorso che vide impegnati i cacciatorpediniere Malocello, da Noli, Vivaldi e Dardo, le torpediniere Centauro, Clio, Partenope, Perseo e Sirtori, la nave soccorso-aerei Orlando, la nave ospedale Arno e i piroscafi Antonietta Lauro e Capacitas. Furono recuperati 1271 naufraghi dei circa 3000 uomini imbarcati. Il comandante De Cristofaro affondò insieme alla nave e fu insignito della Medaglia d'oro al valor militare alla memoria. Medaglia al valor militare anche per il comandante di macchina del Baleno, cap. G.N. Edoardo Repetto da Borgonovo, ufficiale più alto in grado, ferito ma sopravvissuto all'attacco.

### L'operazione segreta
Nei mesi successivi si procedette al recupero del Lampo e tre spedizioni subacquee vennero effettuate dai palombari italiani sul relitto del Mohawk, consentendo di recuperare importanti documenti militari.